# Plectophanes pilgrimi
Espèce
Plectophanes pilgrimi est une espèce d'araignées aranéomorphes de la famille des Cycloctenidae.

## Distribution
Cette espèce est endémique de la région de Canterbury sur l'île du Sud en Nouvelle-Zélande,. Elle se rencontre vers Cass.

## Description
La femelle holotype mesure 10,10 mm.

## Étymologie
Cette espèce est nommée en l'honneur de Robert Louis Cecil Pilgrim.

## Publication originale
- Forster, 1964 : The spider family Toxopidae (Araneae). Annals of the Natal Museum, vol. 16, no , p. 113-151 (« texte intégral »(Archive.org • Wikiwix • Archive.is • Google • Que faire ?)).